# Liolaemus heliodermis
Liolaemus heliodermis este o specie de șopârle din genul Liolaemus, familia Tropiduridae, descrisă de Bernardo Espinoza în anul 2000. Conform Catalogue of Life specia Liolaemus heliodermis nu are subspecii cunoscute.